# Cratynius bartelsi
Cratynius bartelsi är en loppart som beskrevs av Jordan 1933. Cratynius bartelsi ingår i släktet Cratynius och familjen smågnagarloppor. Inga underarter finns listade i Catalogue of Life.